# Općina Brda
Općina Brda (slo.:Občina Brda) je općina na zapadu Slovenije u pokrajini Primorskoj i statističkoj regiji Goriškoj. Središte općine je naselje Dobrovo s 413 stanovnika. 

## Zemljopis
Općina Brda nalazi se na zapadu Slovenije i s tri strane je okružena Italijom, s ostatkom Slovenije povezana je na sjeveroistoku.
U općini vlada sredozemna klima. Najvažniji vodotok u općini je rijeka Soča.

## Naselja u općini
Barbana, Belo, Biljana, Brdice pri Kožbani, Brdice pri Neblem, Breg pri Golem Brdu, Brestje, Brezovk, Ceglo, Dobrovo, Dolnje Cerovo, Drnovk, Fojana, Golo Brdo, Gonjače, Gornje Cerovo, Gradno, Hlevnik, Hruševlje, Hum, Imenje, Kojsko, Kozana, Kozarno, Kožbana, Krasno, Medana, Neblo, Nozno, Plešivo, Podsabotin, Pristavo, Senik, Slapnik, Slavče, Snežatno, Snežeče, Šlovrenc, Šmartno, Vedrijan, Vipolže, Višnjevik, Vrhovlje pri Kojskem, Vrhovlje pri Kožbani, Zali Breg

## Vanjske poveznice
- Službena stranica općine